# Augustin Nshamihigo
Augustin Nshamihigo va ser el primer primat de l'Església Episcopal de Ruanda, ara anomenat Província de l'Església Anglicana de Ruanda.
Nashamihigo va ser capellà militar quan va ser escollit pel sínode de la diòcesi de Kigali com el primer bisbe de la nova diòcesi de Shyira situada a la part septentrional de Ruanda. Va ser consagrat el 14 de gener de 1984. Vuit anys més tard, va ser elegit per la Casa dels Bisbes de la Província de l'Església Episcopal de Ruanda, Burundi i Zaire (avui República Democràtica del Congo) per ser el primer arquebisbe de la nova Església Episcopal de Ruanda, llavors amb set diòcesis, Kigali, Butare, Shyira, Byumba, Kigeme, Cyangugu i Shyogwe. Va ser consagrat el 7 de juny de 1992 a l'Estadi Amahoro de Kigali.

## paper en el Genocidi de 1994
La historiadora Alison Des Forges descriu la defensa de l'arquebisbe Nshamihigo del genocidi en curs durant 1994:
| « | Lluny de condemnar l'intent d'extermini dels tutsis, l'arquebisbe Augustin Nshamihigo i el bisbe Jonathan Ruhumuliza de l'Església anglicana van actuar com a portaveus del govern genocida en una conferència de premsa a Nairobi. Igual que molts que van intentar explicar la matança, van culpar el genocidi al FPR perquè havia atacat Ruanda. Els periodistes estrangers estaven tan disgustats amb aquesta presentació que van abandonar la conferència. | » |

El seu successor, el primat Emmanuel Kolini va dir del paper de Nshamihigo: 
| « | "Alguns líders cristians durant els anys 80 i 90 havien estat capellans militars, el que els donava una estreta relació amb l'exèrcit. Quan va començar el genocidi de 1994, molts d'ells van cooperar amb l'exèrcit, fins i tot l'arquebisbe anglicà Augustine (sic) Nshamihigo va estar implicat i encara està en fuga. L'església [Església episcopal de Ruanda] l'acusava i a dos altres bisbes de ser titelles del govern. Van realitzar una gira especial el 1994 per parlar als mitjans de comunicació a Nairobi, Canadà, Anglaterra i els Estats Units, negant durant el genocidi que hi hagués cap assassinat. L'Església de Ruanda era corrompuda." | » |

## Vida a l'exili
L'agost de 1999, The Guardian va informar que "l'ex arquebisbe Nshamihigo viu a l'exili, rebutjat per l'església anglicana i s'enfronta a ser arrestat a Ruanda. Va ser vist per fi a Kenya".
Segons Douglas LeBlanc, l'antic Arquebisbe de Canterbury George Carey va dir a l'exiliat Nashamihigo que dimitís:
| « | Carey recorda la reunió el maig de 1995 amb l'arquebisbe Augustin Nshamihigo, que va ser còmplice del genocidi ètnic a Ruanda a principis dels anys noranta. Carey va dir que va dir a l'arquebisbe ruandès que havia de tornar de Kenya, on havia fugit durant el genocidi, amb la seva gent a Ruanda. Això el conduiria a la seva mort segura, va dir Nshamihigo. Afirmant que un pastor funcionant a part del ramat no tenia sentit, Carey va instar a Nashamihigo que dimitís. Nshamihigo va renunciar al cap de poques setmanes. | » |